# Caner Şahin
Caner Şahin (* 13. April 1992 in Eskişehir) ist ein türkischer Schauspieler.

## Leben und Karriere
Caner Şahin wurde am 13. April 1992 in Eskişehir geboren. Er studierte an der
İstanbul Teknik Üniversitesi. Danach setzte er sein Studium am İstanbul Üniversitesi Devlet Konservatuvarı fort. Sein Debüt gab er 2016 in der Fernsehserie Babam ve Ailesi. Anschließend bekam er 2017 in der Serie Tutsak die Hauptrolle.
Seine nächste Hauptrolle bekam er 2018 in dem Film Kardeşler. 2021 wurde er für die Serie Seni Çok Bekledim gecastet. Seit 2022 ist Şahin in Aldatmak zu sehen.

## Filmografie
Filme
- 2018: Kardeşler

Serien
- 2016: Babam ve Ailesi
- 2017: Tutsak
- 2018: Nefes Nefese
- 2019: Kuzgun
- 2021: Seni Çok Bekledim
- 2021: Dünya Hali
- seit 2022: Aldatmak

## Auszeichnungen
- 2018: 25.Uluslararası Adana Film Festivali in der Kategorie „Bester Schauspieler“[4]